# Ma ce l'avete un cuore?
Ma ce l'avete un cuore? è stato un programma televisivo italiano, trasmesso dalla Rete 1 dal 19 luglio 1980 la domenica alle 20:40 per sei puntate.

## Il programma
Il programma, scritto da Paola Pascolini ed Enrico Vaime, con le musiche originali di Stefano Marcucci,  era condotto da Gianfranco D'Angelo, tra filmati, monologhi, sketch, canzoni e i balletti di Carmen Russo e Paola Tedesco. Nel cast, anche Maurizio Micheli, Alessandra Panelli e Marco Messeri.